# スミ1

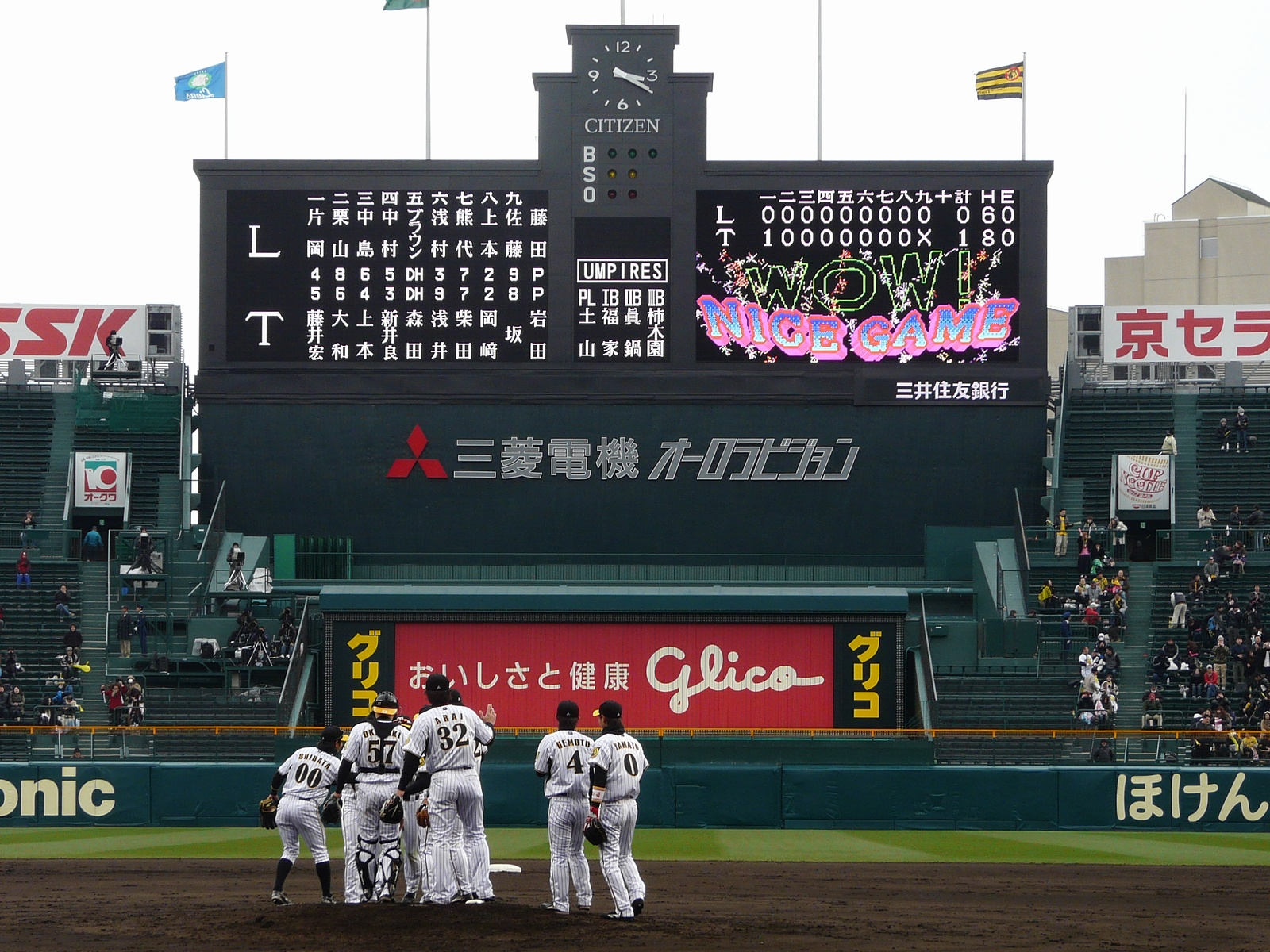
阪神タイガースが西武ライオンズに「スミ1」で勝利した。

スミ1（すみいち）とは、野球において、1回表または1回裏に1点が入り、そのまま 1-0 で試合が終了した得点経過のこと。スコアボードの隅に1点が記録されていることからスミ1と言われる。
「スミ1で勝つ」または「スミ1で負ける」場合の試合のスコアは 1-0 である。初回の1得点のみに抑えられ敗退した場合、つまり相手が2得点以上し敗退した試合で、「スミ1に抑えられた」と表すのは、本来の意味から外れる。同様に初回の1失点のみに抑え勝利した場合に、「スミ1に抑えた」と表すのも本来の意味から外れる。したがってスミ1試合が延長戦になることはない。

## 例
|                | 1 | 2 | 3 | 4 | 5 | 6 | 7 | 8 | 9 | R | H | E |
| -------------- | - | - | - | - | - | - | - | - | - | - | - | - |
| 東京ヤクルト   | 0 | 0 | 0 | 0 | 0 | 0 | 0 | 0 | 0 | 0 | 4 | 0 |
| 阪神タイガース | 1 | 0 | 0 | 0 | 0 | 0 | 0 | 0 | X | 1 | 5 | 0 |

1. ヤ：尾仲（3回）、大西 (2回)、今野 (1回2/3) 、星 (1/3) 、木澤 (1回)
2. 神：大竹（6回）、岩崎（1回）、石井（1回）、湯浅（1回)
3. 勝利：大竹（1勝）
4. セーブ：湯浅 (3S)
5. 敗戦：尾仲（1敗）
6. 審判
［球審］笠原
［塁審］牧田（1B）、原（2B）、柳田（3B）
7. 試合開始:14時00分 試合時間:2時間57分 観客:42,580人

## 先頭打者本塁打でのスミ1試合
2024年現在、日本プロ野球で初回先頭打者本塁打による1点を守り抜いて1-0で勝利したスミ1試合は21試合記録されている。内訳は、1回表の先頭打者本塁打によるものが8度、1回裏の先頭打者本塁打によるものが13度である。このうち特筆すべきは、2001年5月1日の大阪ドームでの大阪近鉄バファローズと日本ハムファイターズ戦での、日本ハム・井出竜也の先頭打者初球本塁打によるスミ1試合である。井出は1回表に、近鉄の髙村祐の初球を捉えて本塁打し、これによる1点を日本ハムは金村曉、カルロス・ミラバルの継投で守り抜いて勝利を収めた。これまで8度記録された1回表先頭打者本塁打によるスミ1試合で、初球を打ったのはこの1試合のみである。

## 先頭打者1安打のみでのスミ1試合
現在、日本プロ野球で初回先頭打者による安打の1安打のみによる1-0で勝利したスミ1試合は2試合記録されている。
1度目は1975年5月5日の南海ホークス対ロッテオリオンズ戦（大阪球場）で、先頭打者の島野育夫が安打を放ち、村田兆治の暴投で1点を先制。この1点を守りきり、南海が勝利した。
2度目は2019年の7月16日のオリックス・バファローズ対東北楽天ゴールデンイーグルス戦（京セラドーム大阪）で、初回先頭打者の福田周平が内野安打を放ち、大城滉二が犠打で塁を進め、中川圭太が野手選択で出塁し、吉田正尚が犠牲フライを放ち1点を先制。オリックスはその後安打が出なかったが、この1点を守り切って勝利した。

## 日本シリーズでのスミ1試合
日本シリーズでは2018年現在、スミ1試合は2度記録されている。どちらも記録したのは読売ジャイアンツである。
1度目は1994年の日本シリーズ第2戦、東京ドームでの西武ライオンズとの試合で、1回裏に鈴木健の失策から出した走者を犠打で2塁に進め、2死から原辰徳の詰まりながらもゴロでレフトに抜ける安打で1得点し、それを槙原寛己が守り抜いた。西武の先発・工藤公康も2安打に抑えたが、ずしりと重い1点となった。
2度目は2012年の日本シリーズ第2戦、東京ドームでの北海道日本ハムファイターズとの試合で、1回裏の長野久義の先頭打者本塁打によって記録したものである。

## 甲子園大会でのスミ1試合
現在、春の選抜高等学校野球大会で17度、夏の全国高等学校野球選手権大会で13度、スミ1試合が記録されている。打者より投手の出来が上回る春のセンバツ大会の方が、大会回数が夏の選手権大会より少ないながらも多く記録されているのが特徴である。また、合わせて30度記録されているスミ1試合は、すべて完投勝利であり、継投によって記録されたものはない。センバツ大会において、最も特筆すべきは、1976年の第48回大会1回戦の鉾田一の戸田秀明によるものである。戸田は糸魚川商工を相手に無安打無得点試合を達成。味方も2安打しか出来ず非常に厳しい中、自らの適時打で上げた1回裏の1点を守り抜いた。また2008年の80回大会では、3月26日に行われた第2、第3試合で華陵、沖縄尚学がともに1回表の1点を守り抜いて勝利し、2試合連続スミ1試合が記録された。

## その他の著名なスミ1試合
1997年の第28回明治神宮野球大会、大学の部の決勝は、近畿大学と法政大学の間で行われたが、近畿大学の清水章夫が藤井彰人の適時打で上げた1回表の1点を守り抜いて完封、優勝に導いている。
2021年の第66回全国高等学校軟式野球選手権大会、栃木の作新学院と岐阜の中京による決勝戦は、1回表、作新学院の先頭打者が四球で出塁、犠打と暴投で1死3塁から3番打者の三塁ゴロの間に1点を先制。これを守り抜いて相手を4安打完封、6年ぶり10度目の優勝を果たした。中京も2投手で相手を2安打に抑え込んだが、打線が封じられた。